# جيمي بانكس (لاعب كرة قدم)
جيمي بانكس (بالإنجليزية: Jimmy Banks)‏ (28 أبريل 1893 في المملكة المتحدة - 1942) هو لاعب كرة قدم بريطاني (وحمل سابقاً جنسية المملكة المتحدة لبريطانيا العظمى وأيرلندا) في مركز مهاجم داخلي. لعب مع توتنهام هوتسبير ونادي لوتون تاون ونورويتش سيتي وسبنيمور تاون ‏ ونادي ويلينجتون.